# Веселе (Куп'янський район)
Весе́ле — село в Україні, у Великобурлуцькій селищній громаді Куп'янського району Харківської області.

## Географія
Село Веселе розташоване за 95 км від обласного центру та 44 км від районного центру, на лівому березі річки Великий Бурлук, вище за течією примикає село Червона Хвиля.

## Історія
Село засноване 1699 року.
З 7 березня 1923 року село перебувало у складі Великобурлуцького району. До 2020 року орган місцевого самоврядування — Шипуватська сільська рада.
12 червня 2020 року, відповідно до розпорядження Кабінету Міністрів України № 725-р «Про визначення адміністративних центрів та затвердження територій територіальних громад Харківської області», село Веселе Шипуватської сільської ради увійшло до складу Великобурлуцької селищної громади.
19 липня 2020 року, в результаті адміністративно-територіальної реформи та ліквідації Великобурлуцького району, село увійшло до складу Куп'янського району Харківської області.
24 лютого 2022 року, з початку російського вторгнення в Україну, село тимчасово окуповане російськими загарбниками.
11 вересня 2022 року Збройні Сил України в ході Харківської контрнаступальної операції звільнили від російських окупантів населені пункти Великобурлуцької селищної територіальної громади.